# Averrhoa dolichocarpa
Averrhoa dolichocarpa là một loài thực vật có hoa trong họ Chua me đất. Loài này được Rugayah & Sunarti mô tả khoa học đầu tiên năm 2008.